# イン・ヤン・ヨー!
『イン・ヤン・ヨー』（原題: Yin Yang Yo!）はウォルト・ディズニー・テレビジョン・アニメーション配信・ボブ・ボイル制作のテレビアニメシリーズである。なお、ボイルはニコロデオン系列のチャンネルであるNick Jr.のテレビシリーズ『Wow! Wow! Wubbzy!』の制作者でもあり、このアニメには『キム・ポッシブル』などに携わってきたスタッフが多数参加している。
カリフォルニア州のバーバンクとカナダのトロントで製作されているこのアニメは、ジェティックスの3番目のオリジナルアニメである。
2006年3月25日にカナダのファミリー・チャンネルで初回放送が行われた。同年8月26日にはジェティックスでの先行放送が行われ、9月4日には初回放送が行われた。
2007年1月27日にはジェティックスUKでの先行放送が行われ、こちらの初回本放送は2月5日に行われた。このアニメの第2シーズンの放送日は2007年12月31日。テーマソングは『コーリー ホワイトハウスでチョー大変!』の出演者であるカイル・マッシーが歌っている。
2007年、英国映画テレビ芸術アカデミー主催のen:British Academy Children's Awardの国外部門でノミネートされたが、『スポンジ・ボブ』にその賞をとられてしまった。

## 制作
この番組を手がけたボブ・ボイルはこれまでニコロデオンで『Oops!フェアリーペアレンツ』、『ダニー・ファントム』といった番組の制作に携わってきた。
スタンドアップコメディアンであるスティーヴ・マーメルも脚本家として『Oops!フェアリーペアレンツ』に参加し、ボイルと長い間にわたって交友関係を築き上げ、ディズニーのジェティックスの新しい企画に向けて長期計画を結ばないかと持ちかけられ、それにのった。この番組におけるマーメルの描法は、ガイナックスの『フリクリ』といったジャパニメーションの影響を受けており、そこへ『ティーン・タイタンズ』や『サムライジャック』といったジャパニメーション風カートゥーンの要素を取り入れることで、コミカルさを強化した。この番組は子供を中心とした幅広い年齢層を対象にしているが、大人向けの下品な風刺も少々含まれている。
スティーヴ・マーメルは次のように語っている。

制作チームは、コメディ番組が初めてだから、私にボブの番組にプロデューサーとして参加しないかと持ちかけてきました。ジャパニメーションは好きでしたし、仲間と一緒に仕事ができるので、まさに私にぴったりの仕事だと思いました。全力を挙げて、ひねりを利かせたコメディを作るのは誰もやったことがないでしょ?『となりのサインフェルド』の手法をジャパニメに適用してみようじゃありませんか。

この番組の制作は2つのアニメスタジオが並行して製作している。1つはカナダにあるジョージ・エリオット・アニメーションというスタジオで、もう一つはアメリカカリフォルニア州のディズニーキャンパスに所属するFlashアニメーターたちの集団である。また、数多くのカートゥーンネットワークの作品の制作に携わっているフレドレター・スタジオからもアニメーター数名が助っ人として協力した。
このアニメの多くの回はen:Clone Highの監督も務めたテッド・コリアーと、ジョン・ファウンテイン（『Oops!フェアリーペアレンツ』、『ジェニーはティーン☆ロボット』、『サウスパーク/無修正映画版』）が演出を手掛けた。シリーズ構成はプロデューサーでもあるスティーブ・マーメルが行い、サブライターとしてAydrea ten Bosch（『チョークゾーン』）、エリック・トゥルーハート（『インベーダー・ジム』）、Sib Ventress（ダニー・ファントム）、そしてSPIKE TVのテレビドラマ『ブルマン大学 ?俺たち、もっこりフットボーラー?』、『ママと恋に落ちるまで』、『The Sarah Silverman Program』の制作に携わった クリス・ロマーノとエリック・ファルコナーらが参加した。また、『フューチュラマ』の"en:Fear of a Bot Planet"（1ACV05）の脚本を担当し、のちに『リロ アンド スティッチ ザ・シリーズ』にも参加したエリック・ゴアとヘザー・ロンバードもこの番組に参加した。

## あらすじ
双子のうさぎの兄弟インとヤンは、魔術的要素をもつ格闘術・ウーフーを極めるパンダの格闘家マスター・ヨーのもとで武術の修行に励んでいた。
彼等は、世界を恐怖に陥れようとする悪党たちと戦いながらも、自身の問題と向き合いながら修行を続けていた。

## 舞台
イン・ヤン・ヨーの舞台はシカゴのアジア系アメリカ人が多く住む場所だが、住民の大半は、擬人化された動物や、モンスターやヒューマノイドやロボットたちである。

## 登場人物

### ウー・フー関係者
イン
声 - ステファニー・モーゲンスターン / 日本語版 - 本名陽子
ピンクのウサギ。魔術を中心とした修業を行っている。頭いい、可愛い、フェミニンで生意気としが、かなり頑固な性格。ヤンとケンカに多い。買い物依存症に多い。
- 技「トランスフーメイト」

ものを凡ゆるものに変換きる。
- 技「イン・ファイア」

対象を燃やして灰にする赤いエネルギービームを放つ。
- 技「フー・フィールド」

エネルギーの力場を作り出す。
- 技「フールミネート」

対象を盲目にすることが出来るエネルギービームを放つ。
- 技「プリティー・ピンク・ハンド・オブ・ペイン」

拳を広げ、力を倍増させる。
- 技「竜巻フー」

周期的に急速に回転り強力な竜巻を発生させる。
- 合体技「ハンド・オフ・イン・ファイア」

ヤンと共にオーラを操作して強力なパンチのコンボを提供する前に拳に力を与えて点火した。
- 合体技「竜巻ファイア」

ヤンと共に的に向かって投げる「竜巻フー」に火をつける。バリアントの使用には、ヤンと共に銃サインで手を結び、火のビームを発射することが含まれる。
- 技「ウー・フー・オーラ」

種に基付くペルソナとして特徴付けられるオーラ。使用すると、超力、速度や敏捷性を獲得した。
ヤン
声 - スコット・マコード / 永澤菜教
青いウサギ。インの双子の兄。武術を中心としたの修行をしている。幸運で勇気な性格。道化師、戦いたち、コンピュータゲームが大好き。インとケンカに多い。
- 武器「竹の武器」

多種多様な武器に変形できる竹刀を携えている。「フー・ヌンチャク」、投げナイフ、そして最も有名な竹刀と「ヤン・ブーメラン」に変身する。
- 技「竜巻フー」

循環で急速に回転り竜巻を発生させ、それを運ぶか投げることも出来る。
- 技「竜巻フー（逆）」

逆に回転り火を消す能力が追加された逆竜巻を作る。
- 技「ハンド・オフ・ペイン」

拳を広げて力を倍増させる。
- 技「パワー・パンチ」

巨大な拳を投射物として投げ、その上に青い炎を放つ。バリアントの使用には、地面を殴り巨大な衝撃波を放つ。
- 技「ハンド・オフ・ファイア」

拳に火をつけてパワーアップ。
- 神秘的な技「ヤン・ファイア」

瞑想的な姿勢を取り周りに大規模な火の爆発を放つ。
- 合体技「竜巻ファイア」
- 技「ウー・フー・オーラ」

マスター・ヨー
声 - マーティン・ローチ / 多田野曜平
インとヤンの師匠であるパンダ。
カールの母エドナと恋愛関係になることもあった他、過去に元カノに誘拐されたこともあった。
リナ
声 - ノーヴィー・エドワーズ / 山川亜弥
水色をした犬の女の子で、インの親友。
メロディア
声 - メーガン・ファーレンボック /
黄緑色をしたツチブタ。Stink Aardvarksの姫君で、綺麗なものが苦手。ヤンに惚れている。
ジョーボ
声 - / 島田敏
ウー・フーの門下生。自分のことを賢いと思っている。
ペットにファジー・サンダーというアルマジロを飼っている。
デイブ
声 - ドウェイン・ヒル / 河杉貴志
喋る木の切り株。頭は悪いが、仲間からは慈悲深い人物として見られている。よく災難に巻き込まれやすい。泣き虫で、家族のこととなると話が止まらなくなる。
植物と会話したり操ったりする能力を持っている。
マフィン市長
インたちの町の市長であるヤギ。

### 敵
ナイトマスター
声 - デヴィッド・ヘンブレン / 廣田行生
本作のディズニー・ヴィランズ。かつてウーフーの戦士たちをことごとく倒してきた邪悪な存在。日光が嫌いで、日中はコウモリに変身しながら過ごしている。部下の前に現れるときは、ホログラムを使用する。
フレイヴィア
声 - デヴィッド・ベルム / 加瀬康之
ナイトマスターの部下。ファッションにうるさい。
グリズルフレイヴィン
声 - ジョナサン・ウィルソン
ナイトマスターの部下である双頭のガーゴイル。
ダンクとダイヤー
声 - デイモン・パパドプロス
ナイトマスターの部下である影。
カール
声 - ジェイミー・ワトソン / 後藤哲夫
魔法を使うゴキブリ。魔法を使えばハーマンを打ち負かすことはできる 。
Eradicusが会社を立ち上げた際、Eradicusの母親から飲食店にゴキブリがいると店が繁盛しないと考えられたため、悪役達の中で唯一Eradicusの会社に雇われなかった。
ハーマン
声 - デヴィッド・ベルム / 鈴木勝美
カールの兄弟である蟻。邪悪でサディスティック。
サラノイア
声 - リンダ・バランタイン
エレクトラコンプレックスを抱えた魔法使い。
ヤック
声 - スコット・マコード / 喜田あゆ美
インの支配欲とヤンの攻撃性が合わさって生まれたウサギ。ミュータントという性質もあって、世界のだれよりも強い、ウー・フーの戦士になることを望んでいる。
エラディクス
声 - ジョナサン・ウィルソン
ウー・フーを崩壊させようとたくらんでいる強大なグリフォン。
エラ・メンタル
声 - リンダ・バランタイン / 関山美沙紀
エラディクスの部下の中でもっとも賢く、他人の心を読むことができる。名前は"elemental" より。
Indestructo-Bob
声 - トニー・ダニエルズ
かなりの間抜けで自分のことを名前で呼ぶ。
アルチムース（Ultimoose）
声 - トニー・ダニエルズ / 楠見尚己
筋肉質なムース。
スモーク
声 - リンダ・バランタイン
赤毛のポニーテールが特徴的な女性。ヤンと恋に落ちたものの、修業の一環としてヤンを利用しようとしていただけだった。
ミラーズ
声 - 下和田裕貴
スモークの兄弟で、互いにいがみ合っている。
マスターマインド
かつて世界を恐怖に陥れた悪党。現在は脳だけになっている。

## スタッフ
- プロデューサー：ボブ・ボイル（製作総指揮）、スティーブ・マーメル（共同製作総指揮）
- 監督：ボブ・ボイル（スーパーバイジング・ディレクター）、ジョン・ファウンテン（シリーズディレクター）、スティーブ・マーメル（ダイアログ・ディレクター）
- シリーズ構成：スティーブ・マーメル
- 脚本：バート・ジェネット、シブ・ヴェントレス、エリック・トルーハート、エイドレア・テン・ボッシュ他
- 声優キャスティング：カレン・グーラ
- 音楽：マイク・タヴェラ
- 主題歌：カイル・マッシー
- 主題歌制作：ボブ・ボイル、ガイ・ムーン
- オープニングプロダクション：トニー・フィリップス、Jetix Animation Concepts
- オープニングアニメーション制作：Elliott Animation Inc.
- 日本語版演出：向山宏志
- 日本語版主題歌：今井マサキ

## エピソード
1. 道場は命／石を見よ!
2. 協力は力なり／年寄りを敬うべし!
3. 竹刀を信じよ!／見た目は真実ならず
4. 病で敵を制すべし／嘘は危険の元
5. うぬぼれることなかれ／姉弟の愛は深し
6. 内なる敵と戦え！／恋は怪物より手強し
7. ボスをこき使うなかれ／臭い仲は避けよ!
8. 恋の深みにはまるなかれ／金は目をくらませる
9. 若さは何物にも替えがたし／自己犠牲を学ぶべし
10. 物欲を捨てよ!／修業に休みなし
11. 師の忠告を聞くべし パート1／師の忠告を聞くべし パート2
12. 男と女は助け合うべし／偽りの愛にだまされるなかれ
13. 古き物に学ぶべし／運に身をまかすなかれ
14. 男は戦いを忘れるべからず／欲望は最大の弱点なり
15. ヒーローの夢忘れるなかれ！／敵の敵は味方なり
16. ウソは災いとなって返る／味方をあざむき敵をあざむけ!
17. 正しき事は身を持って示すべし／わずかな毒をあなどるなかれ!
18. 不潔な家には悪が来る／多勢に無勢は逃げるべし
19. 若き日の芸は身を助く!／歴史に学ぶ者は勝利する
20. 師弟愛は家族愛よりも深し／自らの行いは自らに返る
21. わずかな上達におごることなかれ／持つべきものは真の友!
22. 苦難こそ修業なり!
23. 小さき者は知恵を使え／師の留守を守るべし
24. 家族の絆を忘れるなかれ／念ずれば通ず!
25. 虚しき事に身をまかすなかれ／弱点をつけば逆転は可なり
26. 団結に勝るものはなし!
27. ケンカと真の戦いは別物なり／聞く耳持たぬ者は手強し?
28. 友を見捨てるなかれ／小さな悪に油断は禁物
29. "Smoke and Mirrors / Yin-credible!"
30. 頭を使わずして勝利なし!／時には弟子に学ぶべし
31. 分身の術を乱用するなかれ／ありのままの友を受け入れよ
32. 己の見た目を知れば百戦危うからず／自己コントロールは自ら修得すべし!
33. 異文化に学ぶべし／いかなる時も師は師なり
34. コミック本といえども学ぶべきことあり／独立するには　時を待て!
35. 契約には裏があると思え!／小さきものを甘く見るなかれ
36. 人生に同じ朝はなし
37. 悪は究極の魅力なり
38. 迷いを乗り越え直感を信ずべし／変化を受け入れてこそ勝利あり!
39. チームワークに徹すべし！／感情を操れば敵なし
40. 兄弟の道は遠し／親子の絆を汚すべからず!
41. 師への敬愛を忘れるなかれ!／可愛きものこそ邪悪なり
42. 歯はウーフー戦士の命なり!／芸能界に浮かれるなかれ
43. 魔法の誘惑におぼれるなかれ!／労働こそ最高の修行なり
44. 男らしさとは姿形にあらず／母の愛は危うきものと知れ!
45. 愛は宝石では得られぬものなり／女心は計算不可と知るべし
46. 移り気も修行の過程なり／噂はわが身を滅ぼすと知れ！
47. 真の願いは届かぬものなり／見えなくなって見えるものあり
48. 時には敵とも助け合うべし／余裕なき楽しみは苦痛なり
49. 退屈は悪を招くと知れ!／ダンスといえども戦いなり
50. 信じぬ者は救われる!?／楽を選べばツケが回ると知るべし
51. 善と悪、すなわち陰と陽なり!
52. 憧れは実現せぬものなり／愛情を注がねば愛情は返らず
53. 恐怖をもって恐怖を制すべし
54. いかなる仕事も命がけと知るべし/師から離れてこそ成長あり
55. 分裂は敗北の始まりなり/頭脳なくして勝利なし!
56. 甘い話には裏があるものなり／物を粗末にするなかれ
57. 手の内をさらして敵をうて!／野生の神秘は深きものなり

特番
"WooFooGeddon"